# АЭС Тайпинлин
АЭС Тайпинлин — строящаяся атомная электростанция в городе Хуанбу округа Хуэйдун города Хуэйчжоу на побережье провинции Гуандун на юго-востоке Китая. АЭС принадлежит CGN Huizhou Nuclear Power Co. Изначально компания CGN планировала установить реакторы AP1000, но позже изменила планы на проект HPR1000.

## История
В 2017 году китайский надзорный орган одобрил строительства АЭС «Чжанчжоу», включающей энергоблоки на основе водо-водяных ядерных реакторов (PWR) AP1000 от компании Westinghouse Electric. Позже CNNC решила оснастить новую АЭС реакторами китайского производства — HPR1000. В дальнейшем в Китае строилось в основном АЭС с использованием Hualong One, поскольку они стали наиболее технологичными среди всех китайских разработок в области атомной энергетики.
Разрешение на строительство завода было получено в феврале 2019 года, а первая бетонная заливка для энергоблока № 1 была произведена в декабре 2019 года.

## Информация об энергоблоках
| Энергоблок  | Тип реакторов | Мощность | Мощность | Начало строительства | Подключение к сети | Ввод в эксплуатацию | Закрытие |
| Энергоблок  | Тип реакторов | Чистая   | Брутто   | Начало строительства | Подключение к сети | Ввод в эксплуатацию | Закрытие |
| ----------- | ------------- | -------- | -------- | -------------------- | ------------------ | ------------------- | -------- |
| Тайпинлин-1 | HPR1000       | 1116 МВт | 1200 МВт | 26.12.2019           |                    |                     |          |
| Тайпинлин-2 | HPR1000       | 1116 МВт | 1200 МВт | 15.10.2020           |                    |                     |          |
| Тайпинлин-3 | HPR1000       | 1116 МВт | 1200 МВт | 10.06.2025           |                    |                     |          |
| Тайпинлин-4 | HPR1000       | 1116 МВт | 1200 МВт |                      |                    |                     |          |
| Тайпинлин-5 | HPR1000       | 1116 МВт | 1200 МВт |                      |                    |                     |          |
| Тайпинлин-6 | HPR1000       | 1116 МВт | 1200 МВт |                      |                    |                     |          |